# Wanda Roman
Wanda Krystyna Roman (ur. 5 sierpnia 1957 w Warszawie) – polska historyczka, profesor nauk humanistycznych, profesor nadzwyczajna UMK.
Specjalizuje się w archiwistyce i historii najnowszej. W 1980 ukończyła studia historyczne na Uniwersytecie Warszawskim. Doktorat obroniła w 1997, a habilitację w 2004. Tytuł naukowy profesora uzyskała w 2015.
Od 2015 pełni funkcję kierowniczki Zakładu Zarządzania Dokumentacją i Informacji Archiwalnej w Instytucie Historii i Archiwistyki UMK.

## Nagrody i odznaczenia
- Nagroda Rektora Akademii Świętokrzyskiej w Kielcach II stopnia (dwukrotnie)
- Nagroda Rektora Akademii Świętokrzyskiej w Kielcach I stopnia
- Wyróżnienie Rektora UMK
- Indywidualna Nagroda II Stopnia Rektora UMK (za książkę Podstawy zarządzania informacją)
- Nagroda Redakcji Historycznej Polityki w dziedzinie wydawnictw źródłowych (za książkę Za Polskę do celi śmierci. Śledztwo i proces Nikodema Sulika)
- brązowy medal Medal „Siły Zbrojne w Służbie Ojczyzny”
- srebrny medal Medal Siły Zbrojne w Służbie Ojczyzny
- złoty medal Medal Siły Zbrojne w Służbie Ojczyzny
- brązowy medal Medal „Za zasługi dla obronności kraju”
- srebrny medal Medal „Za zasługi dla obronności kraju”
- odznaka Kustosz Miejsc Pamięci Narodowej
- odznaka Zasłużony Dla Archiwistyki Wojskowej
- brązowy Medal za Długoletnią Służbę

## Publikacje monograficzne
- Centralne Archiwum Wojskowe 1918-1998 : tradycje, historia, współczesność służby archiwalnej Wojska Polskiego (1999)
- Wojsko Polskie na Zachodzie w latach II wojny światowej (wraz z Kazimierzem Banaszkiem i Zdzisławem Sawickim; 2000)
- Za Polskę do celi śmierci : śledztwo i proces Nikodema Sulika (2001)
- Konspiracja polska na Litwie i Wileńszczyźnie : wrzesień 1939-czerwiec 1941 : lista aresztowanych  (2002)
- Działalność niepodległościowa żołnierzy polskich na Litwie i Wileńszczyźnie : wrzesień 1939 r. - czerwiec 1941 r. (2003)
- W obozach i w konspiracji : działalność niepodległościowa żołnierzy polskich na Litwie i Wileńszczyźnie, wrzesień 1939 r. - czerwiec 1941 r.  (2004)
- Praca doktorska na studiach historycznych. Poradnik metodyczny (wraz z Benonem Miśkiewiczem i Maciejem Szczurowskim; 2006)
- Współczesna kultura dokumentacyjna  (2013)